# Evanescentno polje
Evanescentno polje je nihajoče električno, magnetno ali katero drugo polje, katerega intenziteta v vsaj eni dimenziji brez absorpcije pojema eksponentno z oddaljenostjo od izvora polja.
Elektromagnetno evanscentno polje se lahko opiše z ravnimi valovi oblike {\displaystyle \mathbf {E} (\mathbf {r} ,t)=E_{o}e^{i(\mathbf {k} \cdot \mathbf {r} -\omega t)}}, kjer ima valovni vektor k vsaj eno komponento imaginarno.
Za evanescentne valove je značilno, da v smeri imaginarne komponente valovnega vektorja ne prenašajo energije. Pri elektromagnetnem valovanju je gostota energijskega toka elektromagnetnega polja podana s časovnim povprečjem  Poyntingovega vektorja. V primeru evanescentnega vala je torej povprečje Poyntingovega vektorja po eni periodi enako nič.
Evanescentna polja so rešitve valovnih enačb in se lahko načeloma pojavljajo v kateremkoli fizikalnem pojavu, ki se ga lahko opiše z valovno enačbo. Tako se evanescentni valovi lahko pojavijo tudi v akustiki, kvantni mehaniki in drugje.

## Pojavnost evanescentnega valovanja
V fizikalnem smislu so evanescentna polja vsakdanji pojav. Definiciji in karakteristiki evanescentnih električnih oziroma magnetnih polj ustrezajo vsa oscilirajoča polja okoli elektronskih naprav, ki jih povzročajo oscilirajoči električni naboji oziroma izmenični tokovi. Ne glede na to, raba termina evanescentno polje v teh primerih ni običajna. Termin se navadno uporablja v primerih, ko imamo sicer opravka s širjenjem valovanja, rešitve, ki jih dobimo v posebnih primerih, pa nimajo značaja valovanja. Zaradi tega se pogosto govori o evanescentnem valovanju, čeprav je dejstvo, da evanescentno polje v smeri pojemanja nima energijskega toka, neskladno z značajem valovanja. Naravo evanescentnih polj oziroma valovanj je mogoče dobro razumeti z obravnavno popolnega odboja svetlobe na meji dveh sredstev z različnima lomnima količnikoma.
Podobno kot v primeru svetlobe evanescentna polja opisujejo fizikalne pojave tudi pri popolnem odboju zvočnega valovanja. Brez evanescentnega polja bi imelo pri popolnem odboju zvoka vektorsko polje gradienta tlaka na vpadni ravnini območje nezveznosti, kar pa v naravi ni mogoče. 
Podobno velja v kvantni mehaniki pri obravnavi odboja valovnega paketa od potencialne stopnice.
Evanescentna polja se pojavljajo v bližnjem polju okoli radijskih anten. Antene v bližnje polje oddajajo elektromagnetno valovanje, pri čemer se del energije tega valovanja absorbira nazaj v anteno, ostanek pa širi v okolico v obliki elekromagnetnega sevanja.
Evanescentno polje ima tudi uporabno vrednost. Z njim je mogoče na delce delovati s sevalnim tlakom in jih tako ujeti v optične pasti. Majhne delce je mogoče na podoben način ohladiti na zelo nizke temperature. Evanescentno polje se uporablja tudi za osvetljevanje bioloških celic, proteinov ali DNK molekul pri mikroskopiji.

## Evanescentno polje pri popolnem odboju svetlobe
Evanescentna polja se nikoli ne pojavljajo v homogeni snovi, ampak so povezana z nehomogenostmi. Eden najpreprostejših primerov nehomogenosti je meja med dvema dielektričnima sredstvoma.
Obravnavajmo dvodimenzionalen primer odboja svetlobe na meji med optično gostejšim in optično redkejšim sredstvom. Meja med sredstvoma naj poteka vzdolž osi x, os y kaže v prečni smeri na vpadno ravnino, svetloba pa naj bo polarizirana vzdolž osi z (transverzalna električna polarizacija). θ1 naj bo kot med vpadno ravnino in valovno fronto vpadnega valovanja, θ2 pa naj bo kot med vpadno ravnino in valovno fronto prepuščenega valovanja.
Pri popolnem odboju sta energijska toka vpadnega in odbitega žarka enaka, kar pomeni, da prepuščenega valovanja, ki bi nosil energijo, ni. Kritični kot popolnega odboja θ0 je mogoče izpeljati iz Fresnelovnih enačb in zanj velja:
{\displaystyle \theta _{0}={\textrm {arc}}\,\sin {\frac {n_{2}}{n_{1}}}\!\,},
kjer je n1 lomni količnik optično gostejše snovi, n2 pa lomni količnik optično redkejše snovi.
Iz Maxwellovih enačb sledi, da se morajo v dielektričnem mediju na meji med dvema sredstvoma zvezno spreminjati vzdolžni komponenti električne poljske jakosti in jakosti magnetnega polja (E|| in H||) ter prečni komponenti gostote električnega polja in gostote magnetnega polja (Dy in By). Prvemu pogoju je v našem primeru pri popolnem odboju zadoščeno, saj sta amplitudi vpadnega in odbitega valovanja enaki in se komponenti odštejeta. Drugemu pogoju pa ne moremo zadostiti brez prepuščenega valovanja, saj se komponenti Dy in By vpadnega ter odbitega žarka seštejeta. Ker to prepuščeno valovanje ne more nositi energije, amplituda valovanja vzdolž osi y nima sinusoidne oblike, ampak eksponentno pojema.
V našem primeru se oblika prepuščenega evanescentnega valovanja opiše na naslednji način:
{\displaystyle \mathbf {E} (x,y)=E_{o}e^{i(k_{2}(x\sin \theta _{2}+y\cos \theta _{2})-\omega t)}\!}
pri čemer se je potrebno zavedati, da kot θ2 pri popolnem odboju ni realna količina in nima pravega fizikalnega pomena. Ne glede na to, ga lahko izrazimo z lomnim zakonom:
{\displaystyle \sin \theta _{2}={\frac {n_{1}}{n_{2}}}\sin \theta _{1}\!\,.}
Z uporabo relacije {\displaystyle \sin ^{2}\theta +\cos ^{2}\theta =1\!} lahko zapišemo tudi:
{\displaystyle \cos \theta _{2}=\pm {\sqrt {1-{\frac {n_{1}^{2}}{n_{2}^{2}}}\sin ^{2}\theta _{1}}}=\pm i{\sqrt {{\frac {n_{1}^{2}}{n_{2}^{2}}}\sin ^{2}\theta _{1}-1}}\!\,.}
Obliko evanescentnega polja lahko zdaj zapišemo:
{\displaystyle \mathbf {E} (x,y)=E_{o}e^{ik_{2}x{\frac {n_{1}}{n_{2}}}\sin \theta _{1}}e^{-k_{2}y{\sqrt {{\frac {n_{1}^{2}}{n_{2}^{2}}}\sin ^{2}\theta _{1}-1}}}e^{-i\omega t}=E_{o}e^{ix\alpha }e^{-y\beta }e^{-i\omega t}\!}.
Prepuščeno valovanje se vzdolž vpadne ravnine sinusno širi, v prečni smeri pa eksponentno pojema. Valovni vektor ima eno realno in eno imaginarno komponento:
{\displaystyle \mathbf {k} \ =\ k_{y}{\hat {\mathbf {y} }}+k_{x}{\hat {\mathbf {x} }}\ =\ i\alpha {\hat {\mathbf {y} }}+\beta {\hat {\mathbf {x} }},}.
Velikost vdorne globine je reda velikosti valovne dolžine vpadnega valovanja in je podana z:
{\displaystyle d={\frac {1}{k_{1}n_{1}{\sqrt {\sin ^{2}\theta -\left({\frac {n_{2}}{n_{1}}}\right)^{2}}}}}\!\,.}
Evanescentni valovi ne odnašajo energije z vpadne ravnine, saj valovi potujejo po ravnini.

## Frustriran popolni odboj
Pri evanescentnem polju je v običajnih primerih vzdolž smeri, v kateri amplituda polja eksponentno pojema, velikost energijskega toka enaka nič. Evanescentno polje pa se lahko pretvori v elektromagnetno valovanje, če se sklopi s snovjo (sklapljanje evanescentnih valov). To se lahko zgodi, če v primeru popolnega odboja v optično redkejše sredstvo blizu vpadne ravnine vstavimo prvo sredstvo z večjim lomnim količnikom. Če je reža med optično gostejšima sredstvoma dovolj tanka, bo prišlo do frustriranega popolnega odboja. Velikost amplitude prepuščenega elektromagnetnega valovanja je odvisna od dolžine reže. Tanjša kot je reža, več bo prepuščenega svetlobnega toka. V limiti, ko gre dolžina reže proti nič, sredstvo postane homogeno in do odboja ne pride.
Kvantna mehanika podobno obravnava pojav tuneliranja, pri katerem delec, ki ga opišemo z valovnim paketom, preide potencialno bariero. Valovna funkcija delca v območju bariere je do neke mere podobna evanescentnemu polju v elektromagnetizmu.